# 71A busz (Szeged, 2011–2012)
A szegedi 71A jelzésű autóbusz a Mars tér között közlekedett hurokjáratként. A vonalat a Tisza Volán Zrt. üzemeltette.

## Útvonala
| Mars tér → Torontál tér → Temesvári körút → Torontál tér → Mars tér |
| --- |
| Mars tér (Mikszáth Kálmán utca) vá. – Mikszáth Kálmán utca – Mars tér – Attila utca – Nagy Jenő utca – Széchenyi tér – Híd utca – Belvárosi híd – Torontál tér – Székely sor – Temesvári körút – Népkert sor – Torontál tér – Belvárosi híd – Híd utca – Széchenyi tér – Károlyi utca – Mikszáth Kálmán utca – Mars tér (Mikszáth Kálmán utca) vá. |

## Megállóhelyei
| 0  | Mars tér (Mikszáth utca) végállomás                    | |
| 2  | Bartók tér                                             | 5, 7, 9, 19 60, 60Y, 70, 71, 72, 74, 74A, 76                                                           |
| 4  | Széchenyi tér (Kelemen utca) (Korábban: Széchenyi tér) | 1, 2 5, 7, 9, 19 60, 60Y, 70, 71, 72                                                                   |
| 7  | Torontál tér (P+R)                                     | 5, 7 60, 60Y, 70, 71, 72                                                                               |
| 8  | Sportcsarnok                                           | 60, 60Y, 72, 84, 84A                                                                                   |
| 10 | Fő fasor                                               | 72, 84, 84A                                                                                            |
| 12 | Temesvári körút (Népkert) (Korábban: Védőnőképző)      | 71, 84, 84A                                                                                            |
| 14 | Napfényfürdő                                           | 71 |
| 17 | Széchenyi tér (Kelemen utca) (Korábban: Széchenyi tér) | 1, 2 5, 7, 9, 19 60, 60Y, 70, 71, 72                                                                   |
| 19 | Centrum Áruház (Mikszáth utca)                         | 3, 3F, 4 5, 7, 8, 9, 19 10, 20, 20A, 60, 60Y, 70, 71, 72, 74, 74A, 76                                  |
| 20 | Mars tér (Mikszáth utca) végállomás                    | 1, 2 5, 7, 9, 19 7F, 11, 13, 13A, 60, 60Y, 64, 70, 71, 72Y, 73, 73Y, 74, 74A, 75, 75Y, 76, 78, 78A, 79 |